# Chrysippus
Chrysippus (/ kraɪˈsɪpəs, krɪ - /; greacă: Χρύσιππος ὁ Σολεύς, Chrysippos ho Soleus; n. 281 î.Hr., Soli⁠(d), Cilicia – d. 208 î.Hr., Atena, Atena clasică) a fost un filosof stoic grec.

## Viața
El era originar din Soli, Cilicia, dar s-a mutat la Atena de tânăr, unde a devenit elev al lui Cleanthes în școala stoică. Când Cleanthes a murit, în jurul anului 230 î.e.n., Chrysippus a devenit cel de-al treilea șef al școlii. Un scriitor prolific, Chrysippus a extins doctrinele fundamentale ale lui Zeno din Citium, fondatorul școlii, ceea ce i-a câștigat titlul de al doilea fondator al stoicismului. Chrysippus a excelat în logică, teoria cunoașterii, eticii și fizicii. El a creat un sistem original de logică propozițională pentru a înțelege mai bine funcționarea universului și rolul umanității în el. El a respectat o viziune deterministă a soartei, dar a căutat totuși un rol pentru libertatea personală în gândire și acțiune. El credea că etica depindea de înțelegerea naturii universului și a învățat o terapie de extirpare a patimilor nesăbuite care deprimă și zdrobesc sufletul. A inițiat succesul stoicismului ca una dintre cele mai influente mișcări filosofice timp de secole în lumea greacă și romană.
Dintre lucrările sale scrise, niciuna nu a supraviețuit decât ca fragmente. Recent, segmente din unele dintre lucrările sale au fost descoperite printre papirusurile Herculaneum.